# فوکونه
فوکونه (انگلیسی: Fúquene) یک منطقه مسکونی در کشور کلمبیا است.